# Élections sénatoriales de 2026 dans le Var
Pour un article plus général, voir Élections sénatoriales françaises de 2026.
Les élections sénatoriales dans le Var sont prévues en septembre 2026. Elles visent à renouveler les quatre sénateurs du département.

## Modalités

### Dates
Ces élections se tiendront en septembre 2026, les sénateurs étant élus pour une durée de 6 ans et les élections de 2020 ayant eu lieu le 27 septembre.

### Mode de scrutin
Le Var étant représenté par quatre sénateurs, ces derniers sont élus au scrutin proportionnel plurinominal. Les électeurs votent pour des listes de candidats, et les sièges sont répartis après dépouillement des suffrages aux différentes listes en proportion de leurs parts des voix, suivant la règle de la plus forte moyenne, sans panachage ni vote préférentiel,.

### Collège électoral
Les élections sénatoriales sont un scrutin indirect, cela signifie que seuls les grands électeurs sont appelés à voter lors de cette élection. Sont considérés comme grands électeurs:
- les députés et sénateurs ;
- les conseillers régionaux ;
- les conseillers départementaux ;
- les délégués des conseils municipaux. Cette dernière catégorie représente 95 % des grands électeurs[6].

## Contexte

### Élections sénatoriales de 2020
Lors des élections sénatoriales de 2020, la liste des Républicains devient majoritaire en obtenant trois des quatre sièges en jeu, soit un de plus qu'en 2014, en parallèle, André Guiol, ancien socialiste, parvient à décrocher le dernier siège. Le Rassemblement national ne parvient pas à reproduire la performance de l'élection précédente où il avaient décroché un siège.

### Élections municipales de 2026
Les élections sénatoriales de 2026 prendront place 6 mois après les municipales de la même année. La très grande majorité des grands électeurs français étant issus des conseils municipaux, leur composition aura dès lors un impact important sur le scrutin sénatorial.

## Résultats

### Sénateurs sortants et élus
| Sénateurs sortants | Parti | Parti | Groupe | Groupe | Sénateurs élus | Parti | Parti | Groupe | Groupe |
| ------------------ | ----- | ----- | ------ | ------ | -------------- | ----- | ----- | ------ | ------ |
| Jean Bacci         |       | LR    |        | REP    |                |       |       |        |        |
| Michel Bonnus      |       | LR    |        | REP    |                |       |       |        |        |
| Françoise Dumont   |       | LR    |        | REP    |                |       |       |        |        |
| André Guiol        |       | LC    |        | RDSE   |                |       |       |        |        |